# Nodaria indecisa
Nodaria indecisa là một loài bướm đêm trong họ Noctuidae.